# Исахая Сигэцугу
Исахая Сигэцугу (яп. 諫早 茂図, 17 января 1747 — 26 августа 1815) — самурай княжества Сага периода Эдо, 11-й глава рода Исахая. 

## Биография
Родился 17 января 1747 года в семье Исахаи Сигэюки, 8-го владетеля деревни Исахая.
После смерти старшего брата Сигэнари в 1767 году Сигэцугу унаследовал главенство в семье. В 1769 году, признавая, что возврат 4 000 коку земель, конфискованных в 1750 году, стал возможен благодаря лидеру восстания Вакасуги Сюнго, он воздвиг святилище Вакасуги-рэйдзин. В 1783 году открыл местную школу «Кококан».
В 1804 году, когда российский посол Н. П. Резанов прибыл в Нагасаки, Сигэцугу командовал войсками, выделенными из гарнизона Ягами (ныне район города Нагасаки) для охраны порта. Для усиления обороны в 1807 году на побережье владения построили 5 артиллерийских батарей. В 1808 году во время несения службы в Нагасаки не смог предотвратить вторжение британского корабля «Фаэтон» (инцидент с «Фаэтоном»).
Исахая Сигэцугу умер 26 августа 1815 года в возрасте 68 лет. Его срок правления как главы рода стал самым долгим в истории семьи. Хотя у него был старший сын Ёсиаки, тот рано умер, поэтому главенство унаследовал внук Сигэхиро.

## Семья
Дети от неизвестной матери:
- Исахая Ёсиаки (ум. 1809), отец Исахаи Сигэхиро
- Исахая Масатоси (ум. 1811)
- Исахая Акимаса